# 백관묵
백관묵(白寬默, 1804년 ~ 1866년)은 조선 후기의 학자다. 자 사원(士源). 호 원재(源齊). 본관은 태인(泰仁)이다.

## 생애
평안도 의주에서 출생하였으며 지난날 한때 평안도 태천에서 잠시 유아기를 보낸 적이 있는 그는 조선국 평안도 의주(平安道 義州)에 대대로 세거해온 무관 집안 출신으로 백윤구(白潤九)의 아들이다. 아버지는 위원군수(渭原郡守) 첨추(僉樞) 아이진첨사(阿耳鎭僉使)를 지낸 백선엽(白璇燁)의 7세손이고 행곽산군수(行郭山郡守)를 지낸 백시겸(白時謙)의 6세손이자 토성첨사(兔城僉使) 행용양위부호군(行龍驤衛副護軍)을 지낸 백세원(白世元)의 5세손이다. 백관묵은 7대째 장손임에도 무관의 가풍을 받지 않고 학문에 뜻이 있었다. 집안에 아들이 귀해 동생이 종숙부(종조부의 아들)에게 양자로 갔고, 그 동생에게 둘째 아들을 다시 양자로 보냈다.
기해년(1839년)에 향공시(鄕貢試)에 입격하고, 1840년(경자년) 식년시에 생원 등제하였다. 그는 차라리 벼슬하기보다는 산하에 별채를 짓고 은거하면서 주로 도학이나 사서류를 탐독하고 연구하여 서가에 서적을 가득히 소장하였다 한다. 환단고기(桓檀古記)의 원저자인 계연수에게 원동중의 『삼성기』(三聖紀)를 전했다고 하는 '태천 백진사'(泰川 白進士) 당사자이기도 하다. 실제로 거주한 곳은 태천이 아니고 의주다.

## 사후
환단고기 위서론의 근거로 사학계에서 '계연수가 실존 인물인가'에 대해 의문을 제기하면서 이어서 백관묵에 대해서도 실존 여부를 의심하기도 한다. 백관묵(1804년에 의주의 태인 백씨 집안에서 태어나 진사시에 급제하고 1866년에 졸한 실존 인물이다. 계연수가 백관묵으로부터 『삼성기』(三聖紀)를 전해 받았는지는 확인할 수 없으나 백관묵이 도학과 사학에 관심을 가지고 평생을 연구했던 점을 감안하면 그럴 개연성이 충분하다.
백관묵의 족보에 그를 약술한 것을 보면, "덕현과 운곡에 은거하여 오로지 열심으로 경전을 공부하기를 30년이라, 도학으로 의와 리의 심오함을 깊이 깨우치고 도덕과 문장을 겸비하는 것이 자신의 임무로 여겨 세상에 문집 6권을 남겼다."(隱居德峴如雲谷 專尙心學究經三十年 深知義理之奧以道學 爲己任道德文章兼備有文集六券行于世)고 했다.
다만 백관묵이 1804년생이고 계연수의 활동연대를 보면 연령 차가 조손 간에 상당하여, 백관묵이 타계할 즈음에 계연수는 아직 소년이었을 것이다. 백관묵과 계연수가 실제로 만날 수 있었던 시간은 길지 않았다. 백관묵의 사후에 그의 집안에서 계연수가 『삼성기』를 얻었거나 다른 이의 손에 넘어갔던 삼성기를 원래 백관묵의 것이라 알고 얻었을 수 있다.

## 가족관계
- 조부 : 광형(光珩, 1766년 ~ ? ) 토성첨사(兔城僉使) 행용양위부호군(行龍驤衛副護軍)을 지낸 백세원(白世元)의 증손
  - 부 : 윤구(潤九, 1784년 ~ ? )
    - 부인 : 남원 독고씨(南原獨孤氏)
    - 부인 : 연안 김씨(延安金氏) 장(璋)의 女
      - 아들 : 인석(麟奭, 1820년 ~ ? )
      - 자부 : 남평 문씨(南平文氏)
      - 아들 : 봉석(鳳奭) 동생 이묵(頤默)에게 출계
      - 아들 : 경석(敬奭)
      - 딸 7명

    - 동생 : 이묵(頤默, 彛默) 종조부 광즙(光楫)에게 출계
- 종조부 : 광즙(光楫)[2]